# Nerissa (Schiff, 1926)
Die Nerissa war ein 1926 in Dienst gestelltes Passagierschiff der britischen Reederei Bermuda & West Indies Steamship Company, das für den Transport von Passagieren und Fracht von New York nach Bermuda, Trinidad und Demerara eingesetzt wurde. Im Zweiten Weltkrieg diente das Schiff zusätzlich als Truppentransporter. Am 30. April 1941 wurde die Nerissa, die 290 Menschen an Bord hatte, südöstlich der Felseninsel Rockall im Nordatlantik von dem deutschen U-Boot U 552 ohne Vorwarnung angegriffen und durch drei Torpedos versenkt. 207 Passagiere und Besatzungsmitglieder kamen dabei ums Leben. Die Opfer waren überwiegend Angehörige der Canadian Merchant Navy, aber auch einige Zivilisten.

## Das Schiff
Das Passagier- und Frachtschiff Nerissa wurde 1926 im Glen Yard-Dock der Werft William Hamilton & Company Ltd. in Port Glasgow (Schottland) für die New York, Newfoundland & Halifax Steamship Company Ltd. gebaut. Diese kanadische Schifffahrtsgesellschaft, die wegen ihrer Hausflagge meistens nur Red Cross Line genannt wurde, war 1884 gegründet worden und war Teil des Konzerns Bowring Brothers and Company mit Sitz in St. John’s in Neufundland. Die Schiffe dieser Gesellschaft beförderten Passagiere und Fracht von St. John’s und Halifax nach New York. Sie war das letzte Schiff, das für diese Strecke gebaut wurde.
Der Bau ging in relativ kurzer Zeit vonstatten. Nachdem ihre Eigner am 3. November 1925 die Verträge unterschrieben hatten, wurde noch im selben Monat mit dem Bau des Schiffs begonnen. Bereits am 31. März 1926, rechtzeitig zum Beginn der neuen Saison, lief das Schiff vom Stapel. Nachdem am 27. Mai die Probefahrten erfolgreich absolviert worden waren, konnte die Nerissa am 5. Juni desselben Jahres ihre Jungfernfahrt nach New York antreten.
Da es auf der geplanten Route der Nerissa an der Ostküste Kanadas besonders in den Wintermonaten vermehrt Treib- und Packeis aufkamen, wurde der Rumpf verstärkt und sie wurde mit einem Eisbrecher-Bug ausgestattet. Das 106 Meter lange Schiff fuhr eine durchschnittliche Dienstgeschwindigkeit von 14 Knoten, konnte aber bis zu 17 Knoten (31,5 km/h) erreichen. Sie war mit Dampfmaschinen von David Rowan & Co. Ltd. aus Glasgow ausgestattet. Die vier Kessel wurden mit Öl befeuert. Das Schiff hatte eine Ladekapazität von 5591 Kubikmetern.
Die Red Cross Line war vor allen Dingen vom amerikanischen Tourismus abhängig. Als dieser im Zusammenhang mit der Großen Depression zurückging, wurde der Reedereibetrieb eingestellt und die verbliebenen Schiffe Nerissa, Rosalind (1911) und Silvia (1909) wurden 1928 an die britische Reederei Furness, Withy & Co. mit Sitz in West Hartlepool verkauft. Im Zuge der Übernahme ging die Nerissa an die Bermuda & West Indies Steamship Company, eine 1921 gegründete Unterabteilung von Furness, Withy & Co. Der Dampfer blieb zunächst für kurze Zeit auf der Route New York–St. John’s–Halifax, steuerte aber ab 1931 von New York aus die Bermuda-Inseln und gelegentlich auch Trinidad und die ehemalige niederländische Kolonie Demerara in Südamerika an. Zuletzt war sie in Hamilton auf den Bermudas registriert.

## Zweiter Weltkrieg
Ende des Jahres 1939 wurde die Nerissa von der britischen Regierung als Truppentransporter requiriert und entsprechend umgerüstet. Es wurden Unterkünfte für 250 Soldaten geschaffen und zur Verteidigung wurden eine 4-Inch-Kanone (10,2 cm) und ein 40-mm-Bofors-Geschütz installiert, die von sechs Artilleristen aus dem Marineregiment der Royal Artillery bedient wurden.
Aufgrund ihrer erreichbaren Höchstgeschwindigkeit von 17 Knoten wurde entschieden, dass die Nerissa keinen Geleitschutz benötigte, da Konvois in der Regel bei einer durchschnittlichen Reisegeschwindigkeit von 9 Knoten fuhren. Sie fuhr daher allein, da man davon überzeugt war, dass sie jedem U-Boot entkommen könne. Neben kanadischen Truppenteilen beförderte die Nerissa auch weiterhin zivile Passagiere. Bis zum Frühjahr 1941 hatte das Schiff in seinem neuen Einsatzzweck 39 Ozeanüberquerungen von Halifax und St. John’s nach Liverpool absolviert.
Am 7. September 1940 hatte das Schiff 34 britische Kinder an Bord, die im Rahmen des von der britischen Regierung initiierten Evakuierungsprogramms Children’s Overseas Reception Board (CORB) nach Halifax evakuiert werden sollten.

## Versenkung
Am Montag, dem 21. April 1941 legte die Nerissa in Halifax zu ihrer 40. Atlantiküberquerung seit Kriegsbeginn ab. Ziel war wieder Liverpool. Das Kommando hatte Kapitän Gilbert Ratcliffe Watson, der seit 21 Jahren seine Kapitänslizenz besaß und der in beiden Weltkriegen bereits vier Versenkungen überlebt hatte. Er war seit dem 17. Juli 1940 Schiffsführer der Nerissa. An Bord befanden sich 106 Besatzungsmitglieder, die sechs Artilleristen und 175 Passagiere. Ein großer Teil der Passagiere waren Mitglieder der Royal Air Force, es waren aber auch Techniker der Nortel Networks, Vertreter der Presse sowie eine Reihe Zivilisten dabei. Während der Reise wurden außerdem drei blinde Passagiere entdeckt. Somit waren insgesamt 290 Menschen an Bord der Nerissa. Zu den 3049 Tonnen Fracht gehörten unter anderem 574 Tonnen Aluminium, 251 Tonnen Bauteile für Lastkraftwagen und 352 Tonnen Granaten. Zu Beginn der Reise war die Nerissa noch Teil des Konvois HX-121, doch um 22.15 Uhr am Tag der Abfahrt verließ das Schiff den Konvoi und steuerte St. John’s an, wo es am 23. April einlief. Dort erhielt Kapitän Watson Instruktionen für die Reise von der britischen Admiralität. Anschließend dampfte die Nerissa in den offenen Atlantik.
Am Mittwoch, dem 30. April 1941 erreichte die Nerissa ein Gebiet, das von Flugzeugen des RAF Coastal Command patrouilliert wurde. Am folgenden Tag sollte das Schiff Liverpool erreichen. Bei Einbruch der Nacht überflog eine von dem Piloten Deryck McCusker gesteuerte Lockheed Hudson das Schiff und signalisierte, dass das Gebiet frei von feindlichen U-Booten war. Das Schiff passierte Rockall südöstlich und befand sich nur noch 320 km von Liverpool entfernt, als es am selben Abend von U 552 gesichtet wurde. U 552 war ein deutsches U-Boot des Typs VII C, das sich unter dem Kommando von Oberleutnant zur See Erich Topp auf Feindfahrt befand.
Topp entschloss sich zum Angriff und schoss einen Torpedo auf den Dampfer ab, der ihn um etwa 23.30 Uhr mittschiffs in der Steuerbordseite traf. Eine heftige Explosion ließ das Schiff erzittern, die es fast in zwei Hälften teilte und einige der noch nicht herabgelassenen Rettungsboote zerstörte. Trümmer wurden durch die Luft geschleudert. Sofort gingen alle Lichter aus, das Schiff bekam Schlagseite, und an Bord brach große Panik aus. Kapitän Watson ließ die Maschinen stoppen und befahl das Verlassen des Schiffs. Einige Boote kenterten bei dem Versuch, sie zu Wasser zu lassen. Um sicherzustellen, dass das Schiff wirklich sank, wurden drei Minuten nach dem ersten Angriff zwei weitere Torpedos abgefeuert. Durch diese weiteren Treffer explodierten die Munitionslagerräume, wodurch das Schiff durch eine weitere schwere Detonation erschüttert wurde. Die Nerissa ging vier Minuten nach der zweiten Torpedierung unter.
In der kurzen Zeit war es dem Bordfunker John P. B. Jeffery noch möglich, ein Notsignal mit der Position des Schiffs abzusetzen. Bei Einbruch der Morgendämmerung erreichte eine Bristol Blenheim des RAF Coastal Command den Unglücksort und um 07.50 Uhr am 1. Mai wurden die Überlebenden von dem britischen Zerstörer Veteran geborgen. Die Menschen hatten stundenlang in den Booten oder im eiskalten Wasser ausgeharrt, Dutzende waren noch während der Nacht den Folgen von Unterkühlung, Schock und Erschöpfung erlegen. Die Veteran übergab die Schiffbrüchigen der Kingcup, einer Korvette der Flower-Klasse unter dem Kommando von Lieutenant Commander Robert Arthur Dillon Cambridge, die sie nach Derry (Irland) brachte. Das Wrack der Nerissa liegt etwa 100 Meilen nordwestlich der irischen Stadt Donegal.

## Die Opfer
83 Besatzungsmitglieder und 124 Passagiere, insgesamt 207 Menschen, kamen durch die Versenkung ums Leben, darunter der Funker Jeffery. 23 Besatzungsmitglieder, die sechs Artilleristen, die drei blinden Passagiere sowie 51 Passagiere überlebten (insgesamt 83 Personen). Auch Kapitän Watson war unter den Todesopfern. Er wäre vier Tage später 58 Jahre alt geworden.
Unter den toten Passagieren waren Alfred Baldwin Raper, Mitglied des britischen Unterhauses und ehemaliger Parlamentsabgeordneter für den Londoner Stadtbezirk Islington, und Joy Denbigh Stuart-French, Ehefrau von Major Robert Fitzroy Stuart-French von den 11th Hussars. Außerdem ertrank Kenneth Brown Collings, langjähriges Mitglied des United States Marine Corps, ehemaliger Agent der National Life and Accident Insurance Company, Kriegsberichterstatter, Schriftsteller und einziger US-Amerikaner, der den letzten Kaiser von Äthiopien, Haile Selassie, während der italienischen Besetzung Äthiopiens interviewen durfte.
Auch die beiden Stewardessen der Nerissa, Hilda Lynch und Florence Jones, kamen um. Sie gaben ihre Schwimmwesten den drei Kindern der Familie von Joseph E. Lomas aus London. Die gesamte fünfköpfige Familie starb, als das Rettungsboot Nr. 2 durch den zweiten Torpedoeinschlag in die Luft gejagt wurde.